# Mare de Déu de Lorda

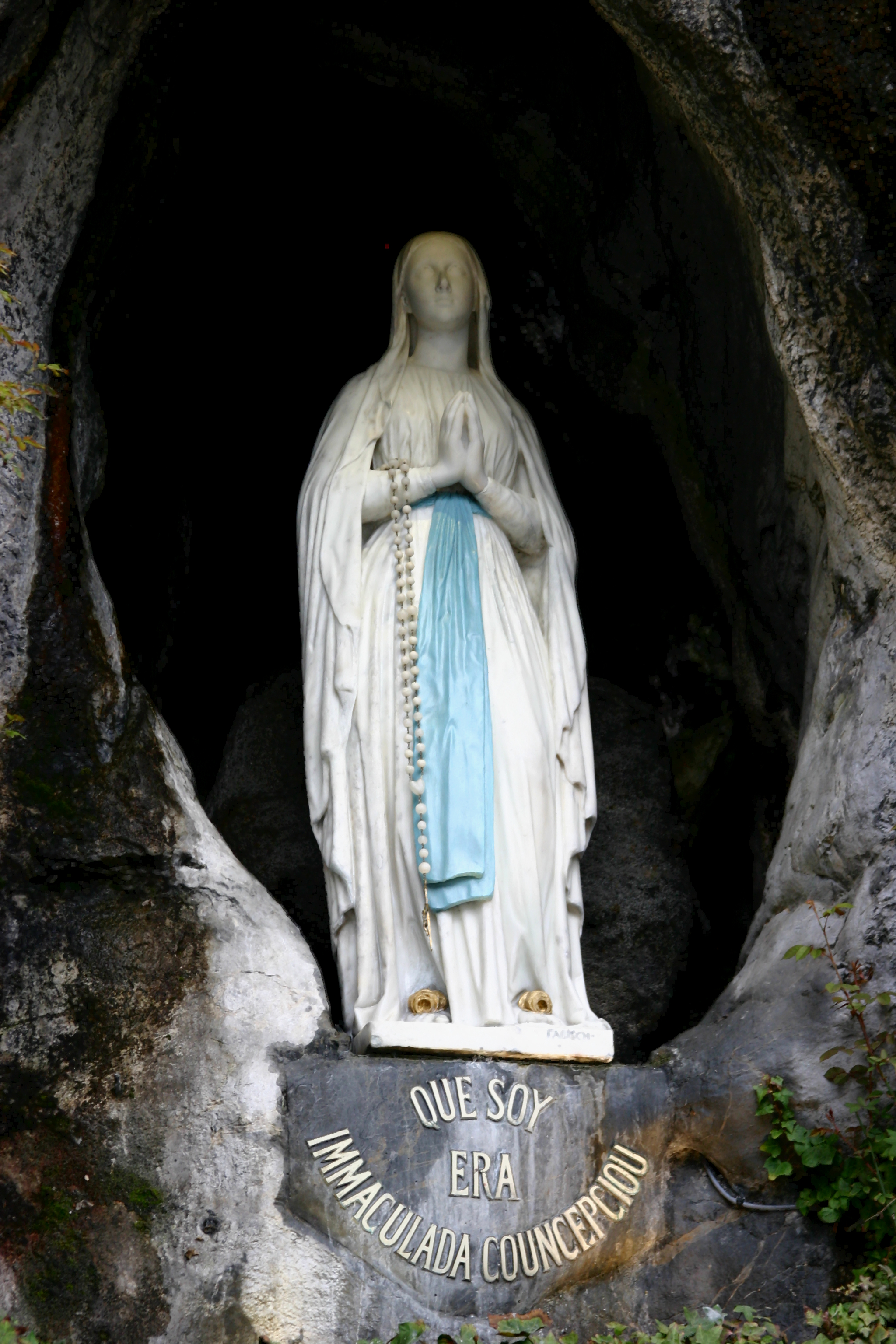
Mare de Déu de Lorda

L'advocació catòlica de la Mare de Déu de Lorda, a vegades dita de Lourdes per influència del francès, fa referència a les divuit aparicions de la Mare de Déu que Bernadeta Sobirós (1844-1879) va afirmar haver presenciat en la gruta de Massavielha, a la vora del riu Gave de Pau, als afores de la població de Lorda, França, en els contraforts dels Pirineus, el 1858.
Ja en vida de Bernadeta, multitud de catòlics van creure en les aparicions de la Mare de Déu com a vehicle de la gràcia de Déu, i el papa Pius IX va autoritzar al bisbe local perquè permetés la veneració de la Mare de Déu a Lorda en 1862, uns disset anys abans de la mort de Bernadeta.
Bernadeta Sobirós va ser proclamada santa per Pius XI el 8 de desembre de 1933. Des de llavors, l'advocació de la Mare de Déu com a Nostra Senyora de Lorda ha estat motiu de gran veneració, i el seu santuari és un dels més visitats del món: uns 8 000 000 de persones peregrinen allí cada any.
L'Església catòlica invoca a la Mare de Déu de Lorda com a patrona dels malalts.

## El nom en altres idiomes
D'acord amb la creença, la Mare de Déu es va aparèixer a una noia humil de Lorda (en occità: Lorda, en francès: Lourdes), a la Gascunya, Occitània, i li va parlar en el seu idioma, és a dir, l'occità. El nom d'aquesta advocació mariana en català és Mare de Déu de Lorda, però a vegades apareix com a Mare de Déu de Lurda per la pronunciació de Lorda en occità, o de Lourdes, aquest últim per influència del francès.
D'acord amb el Dico d'Oc, el diccionari occità-francès editat per Lo Congrès Permanent de la Lenga Occitana, aquesta marededéu es diu Nòsta dauna de Lorda en occità gascó, i Nòstra dòna de Lorda en occità llenguadocià, mentres que, d'acord amb el traductor automàtic occità-català-occità de la Generalitat de Catalunya, es diu Nòstra Madama de Lorda en occità general, i Nòsta Madama de Lorda en occità aranès.
En francès seria Notre Dame de Lourdes, en castellà, Nuestra Señora de Lourdes, i en anglès, Our Lady of Lourdes.

## Aparicions
Bernadeta Sobirós, una adolescent pobra i analfabeta de catorze anys, va assegurar haver vist en 18 ocasions a la Mare de Déu en la gruta de Massavielha, a l'occident de Lorda entre l'11 de febrer i el 16 de juliol de 1858.
En la tercera aparició, la nena va parlar amb la Senyora en gascó, dialecte occità que s'usa a la zona, la qual es va dirigir a ella usant el vostè (voi) de cortesia i demanant-li: Em faria vostè el favor de venir aquí durant quinze dies? (Boulet aoue era gràcia de bié aci pengen quinze dias?). Bernadeta li va prometre que ho faria. Al seu torn, la Senyora li va anunciar que no li prometia fer-la feliç en aquest món, sinó en l'altre.
En successives aparicions, el missatge va anar prenent cos:
- Invitació a la penitència i a l'oració pels pecadors (21 de febrer).
- Invitació a viure una pobresa més evangèlica.
- Sol·licitud que es fessin processons a la gruta i li fos erigida allí una capella (2 de març).

El 25 de febrer, segons va atestar Bernadeta, la Mare de Déu li va dir que anara a beure aigua de la font i que mengés de les plantes que creixien lliurement allí. Ella va interpretar que havia d'anar a prendre aigua del proper riu Gave i cap enllà es va dirigir. Però la Senyora li va senyalar amb el dit que furgués en el sòl. En excavar en el fang i intentar beure, Bernadeta va embrutar el seu rostre, i els seus gestos i aparença van ser motiu d'escepticisme per part de moltes de les 350 persones presents. No obstant això, poc després va sorgir una font d'aigua que, fins al dia d'avui, és meta de peregrinacions per part de molts catòlics i que ha estat testimoni de nombrosos miracles. La deu que va brollar aquell 25 de febrer de 1858 produeix cent mil litres d'aigua per dia, de forma contínua des d'aquella data fins als nostres dies.
Davant la reiterada petició de Bernardeta que revelés el seu nom, el 25 de març de 1858 (en la seva setzena aparició) la Senyora li va dir: «Que sóc era Immaculada Councepciou» (Jo sóc la Immaculada Concepció). El dogma catòlic de la Immaculada Concepció de la Mare de Déu havia estat solemnement proclamat el 8 de desembre de 1854, tres anys abans. L'expressió resultava aliena al vocabulari de Bernadeta i, en principi, va ser motiu de desconcert, tant en el propi Pare Peyramale -rector de Lorda- com en altres autoritats eclesiàstiques i civils. No obstant això, Bernadeta Sobirós va mantenir una consistent actitud de calma durant tots els incisius interrogatoris que se li van fer, sense canviar la seva història ni la seva actitud, ni pretendre tenir un coneixement més enllà del que s'ha dit respecte de les visions descrites.
Des de 1974, les aparicions de la Mare de Déu de Lorda a Can Cerdà van generar un altre fenomen religiós que continua sent d'interès per a alguns fidels.

## Aprovació eclesiàstica

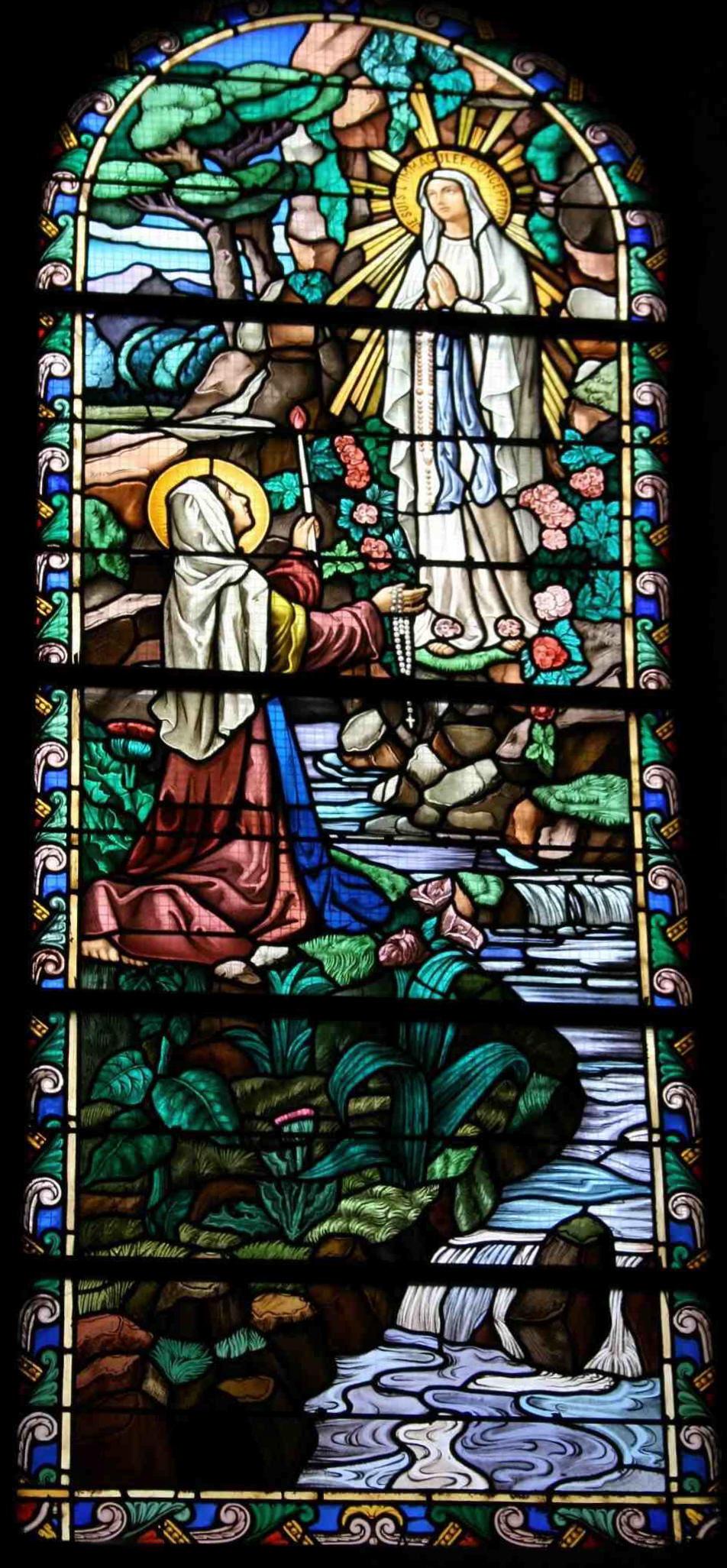
Bernadette i l'aparició de la Mare de Déu. Bonneval.

L'últim interrogatori davant la comissió eclesiàstica, presidida pel bisbe de Tarbes, Laurence, va anar l'1 de desembre de 1860. L'ancià bisbe va acabar emocionat, en repetir Bernardeta el gest i les paraules que la Mare de Déu va fer el 25 de març de 1858: Jo sóc la Immaculada Concepció.
El 18 de gener de 1862, l'ancià bisbe de Tarbes va publicar la carta pastoral amb la qual va declarar que la Immaculada Mare de Déu s'ha aparegut veritablement a Bernardeta. En aquest mateix any, el papa Pius IX va autoritzar al bisbe local perquè permetés la veneració de la Mare de Déu a Lorda. Des de llavors els diversos pontífexs han recolzat de diverses formes la devoció i la peregrinació al santuari. El papa Pius X va estendre la celebració de la memòria a tota l'Església. El papa Pius XI va ratificar definitivament la celebració de la Mare de Déu de Lorda en beatificar a Bernadeta Sobirós el 6 de juny de 1925, i canonitzar-la en la Solemnitat de la Immaculada Concepció de l'Any Sant de la Redempció, el 8 de desembre de 1933. En 1937, el mateix Pius XI va nomenar a Eugenio Pacelli com a Delegat Papal per visitar i venerar personalment la Verge a Lorda. El 8 de setembre de 1953, en commemoració del centenari del dogma de la Immaculada Concepción, el papa Pius XII, va decretar en la seva Carta Encíclica Fulgens Corona la celebració d'un Any Marià (el primer en la història de l'Església catòlica) a tot el món, mentre descrivia els successos de Lorda amb les següents paraules:

### Naturalesa de l'aprovació
Les aparicions van ser revelacions privades i no públiques, per la qual cosa l'Església catòlica no les considera articles de fe -no van incorporar material nou com a objecte de fe de l'Església catòlica, ni es requereix als fidels que hi creguin-. En la fe de l'Església catòlica, Déu tria a qui curar i per què mitjans, doncs els vostres pensaments no són els meus, ni els vostres camins són els meus camins, diu el Senyor (Isaies 55, 8). En el dir de Blaise Pascal, Déu té les seves raons que nostra raó no coneix.

### Conseqüències de l'aprovació

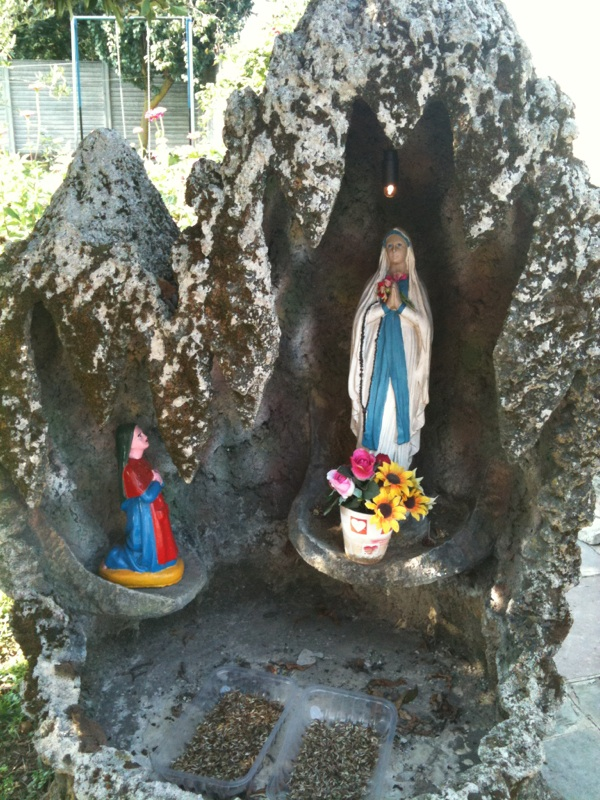
Estatuetes que representen l'aparició de María a Bernadeta en una cova de Lorda

D'altra banda, les autoritats de l'Església catòlica han expressat explícitament la seva devoció a la Nostra Senyora de Lorda de diferents formes. El 25 de març de 1958, centenari d'aquella aparició en la qual la Senyora es va presentar amb les paraules Jo sóc la Immaculada Concepció, el cardenal Angelo G. Roncalli, després papa i beat Joan XXIII, va consagrar la gran Basílica subterrània de Sant Pius X. En la clausura del centenari de les aparicions de Lorda, ho va expressar així: L'Església, per la veu dels seus papes, no cessa de recomanar als catòlics que parin esment al missatge de Lorda.
El calendari litúrgic catòlic celebra la Festivitat de la Mare de Déu de Lorda el dia de la primera aparició, és a dir, l'11 de febrer. En 1992, el papa Joan Pau II va instituir la celebració de la Jornada Mundial del Malalt a realitzar-se l'11 de febrer de cada any, en memòria litúrgica de Nostra Senyora de Lorda.
El 1983 i 2004, Joan Pau II en persona va visitar Lorda, igual que ho faria el seu successor Benet XVI el 15 de setembre de 2008, en commemoració del 150 aniversari de les aparicions de 1858.
Avui, el Santuari de la Mare de Déu de Lorda és un dels llocs principals de pelegrinatge catòlic al món. Amb una població d'aproximadament 15 000 habitants, Lorda rep actualment la visita d'uns 8 000 000 de pelegrins per any.

## Representació
La imatge de la Mare de Déu de Lorda que els fidels catòlics veneren segueix en general la descripció que Bernadeta fes de la Senyora:
- Jove.
- Vestida de blanc amb una cinta de color blau a la cintura.
- Amb les mans juntes en actitud orant.
- Amb un rosari penjant-li del braç.
- Amb una rosa daurada en cada peu.
- Un vel blanc cobria el seu cabell.

## Patronatge dels malalts
L'Església catòlica sempre va considerar a la Mare de Déu com una figura íntimament propera a tot sofriment humà, des d'aquell moment descrit per l'Evangeli segons sant Joan:
A partir dels fets testimoniats per Bernadeta Sobirós, l'Església catòlica va considerar la Mare de Déu, en la seva advocació de la Nostra Senyora de Lorda, la patrona dels malalts.
És important assenyalar que tant les aparicions de Lorda com l'existència de fets no explicables científicament per les lleis naturals no constitueixen articles de fe —aquests últims inclosos en el Credo.
Le Bureau donis Constatations Médicales i de Le Comitè Médical International de Lorda, que regeixen l'anàlisi científica de les curacions produïdes a Lorda, ho fan de forma summament estricta. Dels aproximadament 7000 expedients de curació registrats des de les aparicions, només 67 casos han estat reconeguts per l'església com a miracles en un segle i mig. L'Església sempre ha estat molt acurada sobre les curacions, va dir el facultatiu francès Patrick Theillier, director de l'oficina mèdica. Prefereix no reconèixer un miracle veritable a proclamar un on no existeix. En efecte, tal és el grau de rigor manifestat en aquest tema que la curació de Marie Bailly, afligida de peritonitis tuberculosa en últim estadi (el famós Dossier 54 dels Arxius de Le Bureau donis Constatations Médicales de Lorda), i testimoniada pel mateix -i en aquells dies escèptic- Dr. Alexis Carrel (Premi Nobel de Fisiologia o Medicina en 1912), no es troba inclosa entre els casos considerats miraculosos per l'Església catòlica, simplement per una constatació insuficient de l'estat psíquic de la pacient previ a la seva curació (veure detalls més endavant).

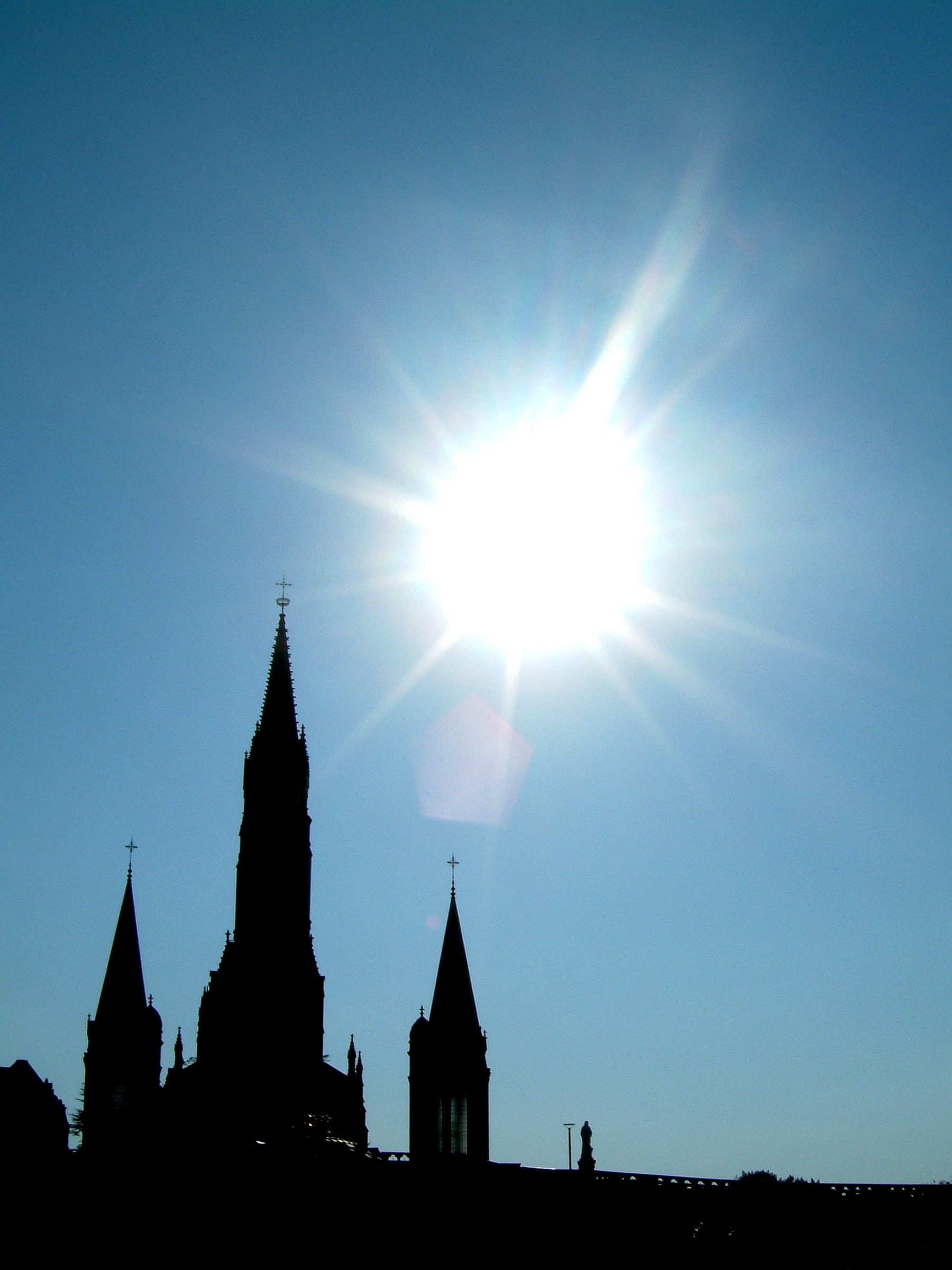
Silueta del Santuari de Lorda retallada en el cel

La persona més jove que es considera va rebre aquesta gràcia va ser un nen de 2 anys: Justin Bouhort, de Lorda (França), que patia hipotrèpsia crònica post infecciosa amb retard del desenvolupament motor. El més recent reconeixement d'un miracle per part de l'Església Catòlica va sobrevenir l'any 2005. Així mateix, es va reconèixer que 6 miracles van tenir lloc per intercessió de la Mare de Déu de Lorda sense que els malalts viatgessin a Lorda. La majoria dels miracles es van produir per contacte amb l'aigua de Lorda (49 miracles dels 67). Perquè una curació es consideri miraculosa s'han d'emplenar una sèrie de requisits, entre els quals s'expliquen:
- Que la malaltia sigui incurable, des d'un punt de vista científic.
- Que s'hagi posat de manifest la total ineficàcia dels medicaments o protocols emprats en el seu tractament.
- Que la curació hagi sobrevingut de forma sobtada i no gradual.
- Que la curació hagi estat absoluta, amb efectes duradors, i no solament una remissió.
- Que la curació no sigui el resultat d'una interpretació derivada de l'estat psíquic de la persona.

Alguns de 67 casos de curació considerats miraculosos per l'Església catòlica són els següents:
- Jeanne Fretel, de Rennes (França). Va visitar Lorda el 10 de maig de 1948, als 31 anys. Tenia peritonitis tuberculosa, amb aflaquiment extrem i febre. Va ser portada a Lorda en estat comatós. Li va ser donat un fragment minúscul d'Eucaristia i va despertar. Es va informar que va ser immediata i permanentment guarida aquesta nit mentre jeia en la seva cadira de rodes al costat de la deu. Ella encara no s'havia banyat en la deu, ni begut de la seva aigua. La seva curació va ser reconeguda oficialment l'11 de novembre de 1950.

- Germà Léo Schwager, de Fribourg (Suïssa). Va visitar Lorda el 30 d'abril de 1952, a l'edat de 28 anys. Sofria esclerosi múltiple des dels 5 anys. La seva curació va ser reconeguda oficialment el 18 de desembre de 1960.

- Alicia Couteault, de Bouille-Loretz (França). Va visitar Lorda el 15 de maig de 1952, a l'edat de 34 anys. Sofria esclerosi múltiple des de feia tres anys. La seva curació va ser reconeguda oficialment el 16 de juliol de 1956.

- Marie Bigot, de la Richardais (França). Va visitar Lorda en dues oportunitats, el 8 d'octubre de 1953 i 10 d'octubre de 1954, a l'edat de 31 i 32 anys respectivament. Patia aracnoïditis a nivell de la fossa posterior (causal de la seva ceguesa, sordesa i hemiplegia). La seva curació va ser reconeguda oficialment en Rennes, el 15 d'agost de 1956.

- Ginette Nouvel, de Carmaux (França). Va visitar Lorda el 21 de setembre de 1954 a l'edat de 26 anys. Patia la Síndrome de Budd-Chiari (trombosi de les branques principals de les venes suprahepàtiques). La seva curació va ser reconeguda el 31 de maig de 1963 en la diòcesi d'Albi.

- Elisa Aloi, després Elisa Varcalli, de Patti (Itàlia). Va visitar Lorda el 5 de juny de 1958, a l'edat de 27 anys. Patia tuberculosi osteoarticular i fístules en diversos llocs del membre inferior dret. La seva curació va ser reconeguda el 26 de maig de 1965 en la diòcesi de Messina (Itàlia).

- Juliette Tamburini, de Marsella (França). Va visitar Lorda el 17 de juliol de 1959, a l'edat de 22 anys. Patia osteoperiostitis femoral amb fístules i epistaxis. La seva curació va ser reconeguda l'11 de maig de 1965 en la diòcesi de Marsella.

- Vittorio Micheli, de Scurelle (Itàlia). Va visitar Lorda l'1 de juny de 1963, a l'edat de 23 anys. Patia de sarcoma (càncer) de pelvis. El seu tumor cancerós era tan gran i terrible que va desencaixar la seva cuixa esquerra, deixant la seva cama esquerra paralitzada. Després de ser banyat en les aigües de la deu, es va alliberar del dolor i va poder caminar. La disminució de la grandària del tumor es va produir immediatament, encara que la verificació final es va realitzar al febrer de 1964, data en la qual no només el tumor havia desaparegut per complet, sinó que a més s'hi havia recalcificat la unió amb el maluc, havent retornat Vittorio a la seva vida normal. La curació va ser reconeguda el 26 de maig de 1976 en la diòcesi de Trento.

- Serge Perrin, de Lion d'Angers (França). Va visitar Lorda l'1 de maig de 1970 a l'edat de 41 anys. Patia d'hemiplegia recurrent del costat dret, amb lesions oculars, per trombosi bilateral de l'artèria caròtida. Els símptomes, que incloïen mal de cap, deterioració del parla i de la visió, i paràlisi parcial del costat dret, van començar sense advertiment previ al febrer de 1964. Durant els següents sis anys va viure confinat a una cadira de rodes, gairebé cec. En 1969 va viatjar a Lorda, retornant en el mateix estat alarmant. Durant el seu pelegrinatge a Lorda en 1970, va sentir una calor sobtada de cap a peus, retornant la seva visió i la seva capacitat de caminar sense gens d'ajuda. Va tornar de Lorda amb la confirmació mèdica de trobar-se guarit. La seva curació va ser reconeguda oficialment el 17 de juny de 1978 en la diòcesi d'Angers.

- Delizia Cirolli, després Delizia Costa, de Paternò (Sicília, Itàlia). Va visitar Lorda el 24 de desembre de 1976 a l'edat de 12 anys. Patia del Sarcoma d'Ewing en el genoll dret. Els doctors van suggerir l'amputació doncs l'avanç de la malaltia podria resultar fatal, però els seus pares es van refusar. La mare va portar la nena a Lorda. A la seva tornada a Itàlia, el tumor va evidenciar una ràpida regressió fins a desaparèixer-ne tota evidència. El tumor va deixar la seva tèbia angulada, requerint-se una operació correctiva (osteotomia). La nena va recomençar a caminar, menjar, i viure normalment. La seva curació va ser reconeguda el 28 de juny de 1989 en la diòcesi de Catania (Itàlia). Ella es va fer infermera.

- Jean-Pierre Bély, de la Couronne (França). Va visitar Lorda el 9 d'octubre de 1987, a l'edat de 51 anys. Patia esclerosi múltiple des de 1972 i el seu estat es va deteriorar any rere any. Quan va partir en peregrinació a Lorda, el 5 d'octubre de 1987, havia estat reconegut pel sistema sanitari francès amb un grau d'invalidesa total. A Lorda, després de rebre la unció dels malalts a l'esplanada del Santuari, va experimentar una profunda pau interior. Sobtadament, va recobrar la sensibilitat tàctil i va poder moure's novament. En l'acte, ell no es va atrevir a posar-se dempeus. En la nit següent, una veu interior li va repetir: «Aixeca't i camina», la qual cosa va fer. Com a ell mateix li agradava destacar: «el Senyor ha guarit primer el meu cor, i després el meu cos». El metge que li va atendre, Dr. Patrick Fontanaud, agnòstic, va reconèixer obertament que resulta científicament inexplicable el que va succeir. Després de 12 anys de recerques mèdiques, la seva curació va ser oficialment reconeguda el 9 de febrer de 1999 al Bisbat d'Angulema. Una comissió canònica va declarar que aquesta curació va ser «un signe eficaç de Crist Salvador, que es va consumar per la intercessió de la Nostra Senyora de Lorda».

- Anna Santaniello de Salern (Itàlia). Nascuda, en 1911, patia una cardiopatia severa derivada de febre reumàtica aguda, coneguda en l'ambient científic com a malaltia de Bouillaud.[13] Com a conseqüència de la seva malaltia, tenia dificultats per parlar, estava incapacitada per caminar, i presentava atacs d'asma severs, cianosis en el rostre i els llavis, i edemes en els membres inferiors. El 16 d'agost de 1952, a l'edat de 41 anys, va peregrinar a Lorda amb l'organització italiana UNITALSI (Unió Nacional Italiana de Transport de Malalts a Lorda i al Santuari Internacional). Ella va fer el viatge a Lorda amb tren en una llitera. Durant la seva estada va trobar asil a Notre-Dame, precursor de l'actual Casa de Nostra Senyora, al Santuari, sent objecte de vigilància constant. El 19 d'agost de 1952 va ser conduïda i introduïda a la piscina de Lorda en llitera, sortint de l'aigua pels seus propis mitjans. Aquesta mateixa tarda, va participar de la processó mariana de les torxes. El Comitè Mèdic Internacional de Lorda va qualificar la curació de la dona de extraordinària en 1961. El 21 de setembre de 2005, la curació miraculosa d'Anna Santaniello va ser reconeguda oficialment per monsenyor Gerardo Pierro, arquebisbe de la diòcesi de Salern (Itàlia), quan ella comptava amb 94 anys. Anna Santaniello va confiar més tard que, estant malalta, no va orar per a si mateixa en la gruta de Lorda, però per un jove de vint anys, Nicolino, que havia perdut l'ús de les seves cames després d'un accident. Va romandre soltera i, en l'exercici de la professió d'infermera pediàtrica, va tractar des del seu retorn a Itàlia a centenars de nens desfavorits.

Per als creients catòlics, científics o no, l'atenció no se centra en el sorprenent o extraordinari dels fets ocorreguts, sinó en Déu, de l'autoritat dels quals emana el poder per realitzar-los. Igual que Jesús en els evangelis, la discreció dels quals redueix al mínim el risc d'una possible interpretació màgica, els creients són anomenats a viure aquests successos de forma senzilla, desconfiant de les grans paraules.

## Nostra Senyora de Lorda i launitat dels cristians

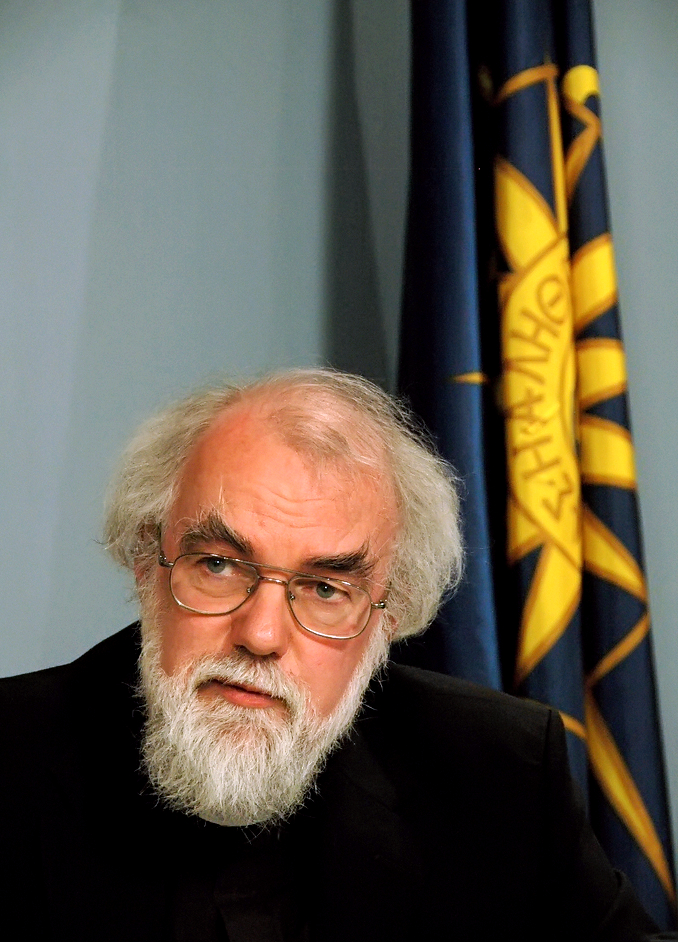
Rowan Williams.

El 24 de setembre de 2008, l'Arquebisbe de Canterbury i prevalgut de la Comunió Anglicana Rowan Williams va peregrinar al mateix Santuari de la Mare de Déu de Lorda per honrar a la Immaculada Concepción, predicant davant 20.000 persones en l'Eucaristia Internacional. En la seva homilia va destacar:
Aquest fet va ser considerat com molt significatiu amb vista a la unitat dels cristians i va ser seguit per la visita històrica del Papa Benet XVI al prevalgut anglicà el 17 de setembre de 2010, en ocasió del 50 aniversari de la primera trobada d'un Papa i un Arquebisbe de Canterbury en els temps moderns, el de Juan XXIII i l'arquebisbe Geoffrey Fisher, el 2 de desembre de 1960. A això al seu torn va seguir la rebuda de Benet XVI a Rowan Williams al Vaticà el 18 de novembre de 2010, poc després que cinc bisbes anglicans anunciessin la seva passada a l'Església catòlica, aprofitant el nou ordinariato creat a tal fi per la Santa Seu. En tal ocasió, el Papa Benet XVI i Rowan Williams van orar junts. En el sentir de l'Església, la Mare de Déu de Lorda constitueix un camí de superació de les divisions entre els cristians, amb vista al compliment del mandat de Jesús: Que tots siguin un (Joan 17, 21).